# Lasippa ebusa
Lasippa ebusa är en fjärilsart som beskrevs av Felder 1863. Lasippa ebusa ingår i släktet Lasippa och familjen praktfjärilar. Inga underarter finns listade i Catalogue of Life.